# Joseph Maes
Joseph Maes (geb. 7. Juli 1882 in Ingelmunster; gest. 1960) war ein belgischer Ethnologe und Hochschullehrer. Er war seit 1910 Leiter der Ethnographischen Abteilung des Museum von Belgisch-Kongo in Tervuren.

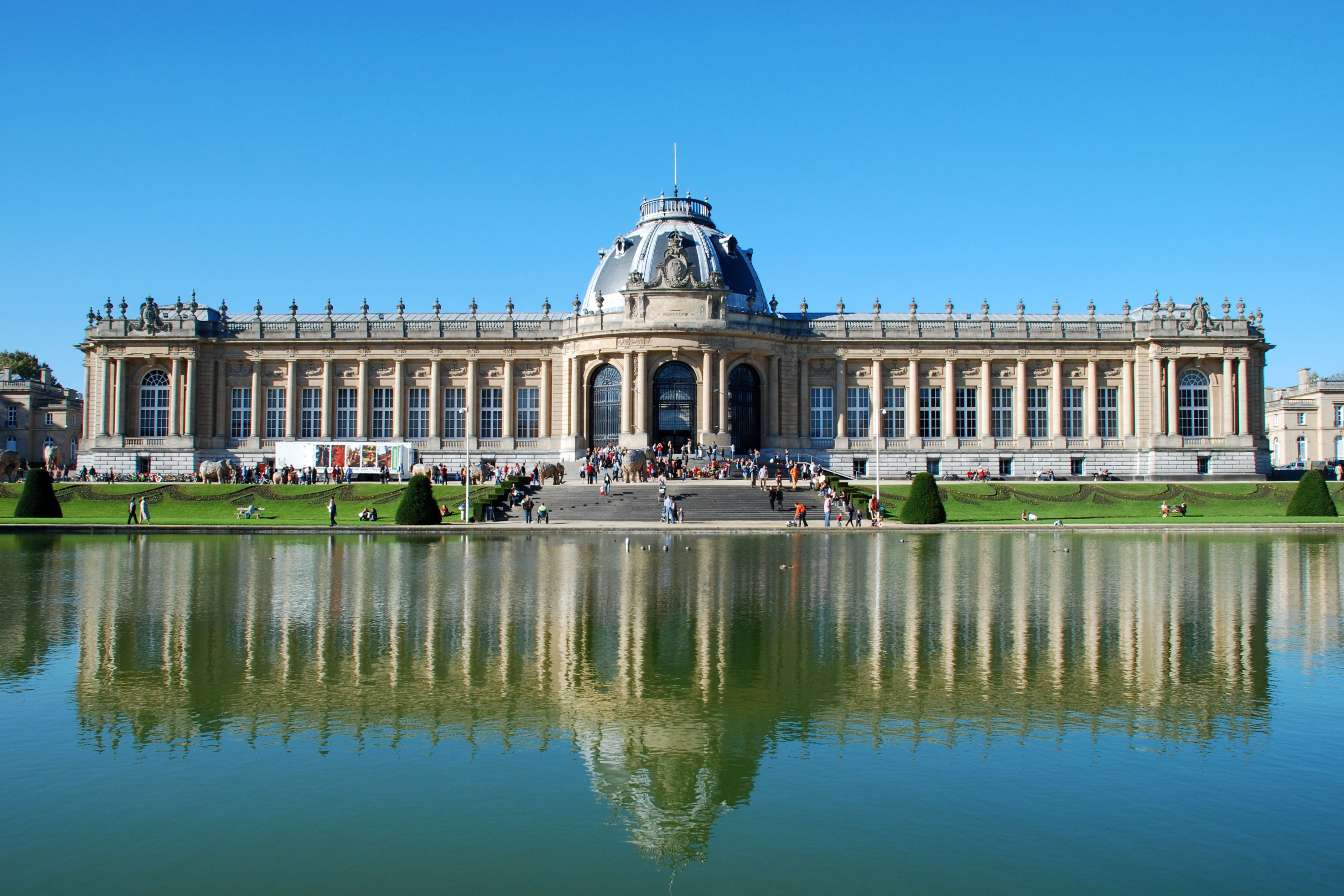
KMMA in Tervuren

## Leben
Er promovierte in Geographie 1905 an der Universität Gent und wurde Verwalter der ethnographischen Sammlung des Königlichen Museums für Zentral-Afrika in Tervuren. Er lehrte als Professor an der Universität Gent 1926–1945.
Das Tervuren-Museum hatte von Anfang an Kuratoren, die stark von der anthropologischen Wissenschaft beeinflusst waren. Die wichtigsten unter ihnen waren Lies Busselen zufolge diejenigen, die die verschiedenen theoretischen Modelle der Anthropologie in das Museum integrierten: Théodore Masui (1863–?), Alphonse de Hauleville (1860–1938), Emile Coart (1859–1924) und Joseph Maes (1882–1953).
Von Maarten Couttenier wurde angemerkt, das Maes eine klare Präferenz für Objekte hatte, die auf eine vorkoloniale Realität verweisen und damit Zentralafrika jegliche Modernität absprechen.
Maes ist auch Verfasser eines illustrierten Besucherführers für das Museum von Belgisch-Kongo in Tervuren.

## Schriften (Auswahl)
- L'habitation du Bas Cougo, Bruxelles, 1908.
- Carte ethnographique du Congo Belge: dressée d'après les documents du Musée du Congo Belge et les résultats des expéditions de Thonner dans l'Ubangi; du Duc de Mecklenbourg dans la province Orientale; de Hutereau dans l'Itimbiri-Uele-Ubangi; de Torday dans le Kasai-Sankuru et de Maes dans le Kasai-Lufimi- Lac Leopold II et La Lukenie, Bruxelles, 1910
- Le Congo Beige à l' Exposition de Gand, 1913
- Rapports sur les travaux de la mission ethnographique, 1913
- Guide ethnographique du Musée du Congo belge, Band 1, Bruxelles: Goemaere, 1922
- Volkenkundige gids van het Museum van Belgisch Congo, Tervueren. 1. Het land en zijne bewoners, Brussel, 1922
- Les sabres et massues des populations du Congo belge, 1923
- Notes sur les populations des Bassins du Kasai, de la Lukenie, et du Lac Léopold II, Bruxelles: Falk, 1924
- (mit Aniota-Kifwebe) Les masques des populations du Conge Belge et le matériel des rites de circoncision, Anvers: De Sikkel, 1924
- Le Musée du Congo belge à Tervueren: guide illustré du visiteur, Anvers: De Sikkel [1925]
- Les appuis-tête du Congo Belge, in: "Annales du Musée du Congo Belge", I/1, Tervuren, 1929
- (mit Henri Lavachery) L'art nègre à l' exposition du Palais des Beaux-Arts, Bruxelles/Paris: Librairie Nationale d'Art et d'Histoire, 1930
- L' art congolais au palais du Congo à l' Exposition Internationale d' Anvers, 1930.
- (mit Olga Boone) Les Peuplades du Congo belge: nom et situation géographique, Bruxelles: Impr. Veuve Monnom, 1935
- Mythes et légendes sur l'allume-feu des populations du Congo belge, in: Africa, 9 n°4, 1936, pp.495-507 Online
- Volkenkunde van Belgisch Kongoee. Antwerpen-Amsterdam, 1939
- Kabila- en grafbeelden uit Kongo, Tervuren: Van Campenhout in Komm., 1939
- Moederbeelden uit Kongo, Tervuren: Van Campenhout in Komm., 1939
- (mit Olga Boone) Bibliographie ethnographique du Congo, 1926-1945, Brussel, 1945.